# Бугарска пошта
Бугарска пошта (буг. Български пощи) национални је поштански оператер Бугарске. Пошта је основана после ослобођења од Турака 1879. године. Исте године је примљена у Светски поштански савез. Према подацима из 2005. године, Пошта има 3.008 филијала у Бугарској.

## Галерија
- Поштанско сандуче у Софији.
- Најјужнија филијала Бугарске поште на Антарктику.